# カルタ遊び
『カルタ遊び』（仏: Jeu de Cartes）は、イーゴリ・ストラヴィンスキーが作曲した全3場からなるバレエ音楽。『カード遊び』や『カード・ゲーム』（英: Card Game）とも訳され、「3回勝負のバレエ」というサブタイトルが付けられている。作曲者の「新古典主義時代」に属する作品である。
1937年の初演後、同年にショット社より出版されている。

## 作曲の経緯と初演
このバレエ音楽はアメリカン・バレエ団の支配人フェリックス・ウォーバーグ（Felix M. Warburg, ドイツ出身の銀行家）、およびリンカン・カースティンとジョージ・バランシンの依頼により作曲されたものである。ストラヴィンスキーは、1929年にセルゲイ・ディアギレフの死没に伴いバレエ・リュス（ロシア・バレエ団）が解散して以降、しばらくバレエ音楽の作曲から距離を置いていたが、先の依頼により再びバレエというジャンルに向き合うことになる。作曲は1936年6月に着手、オーケストラの総譜とピアノ譜の2種を同年12月6日に完成させた。
なお、台本は当初作曲者とジャン・コクトーによる共作が持ち上がっていたが、コクトーがこれを断ったため、息子スリマの友人ニキタ・マライエフとの共作になった。
1937年4月27日、作曲者の指揮とジョージ・バランシンの振り付けによるアメリカン・バレエ団によってニューヨークのメトロポリタン歌劇場で行われた。

## 楽器編成
- 木管楽器：フルート（2番はピッコロ持ち替え）2、オーボエ（2番はイングリュッシュホルン持ち替え）2、クラリネット2、ファゴット2
- 金管楽器：ホルン4、トランペット2、トロンボーン3、チューバ
- その他：ティンパニ3個、大太鼓、弦5部

## 演奏時間
約22分（各ラウンド約5分、9分、8分）

## 構成
全体は3つの部分に分けられ、それらを通してトランプのポーカーをしている様子が描かれている。ダンサーはそれぞれトランプの模様をした衣装を着けて進められていく。ジョーカーやパスの踊りなども加わり、全体を一層多彩にして行き、最後にはディーラーの手が現われ、全てのカードを持ち去られる。また音楽（第3ラウンド）はレオ・ドリーブの『コッペリア』やロッシーニの『セビリアの理髪師』序曲、ヨハン・シュトラウスのワルツ、ベートーヴェンなどの作品がパロディ風に扱われている。

### 第1ラウンド（Première donne）
1. 序奏（Introduction） - アラ・ブレーヴェ（2分の2拍子）
2. パ・ダクシオン（Pas d'action） - メノ・モッソ
3. ジョーカーの踊り（Dance of the Joker） - ストリンジェンド（Stringendo）[3]、4分の2拍子。
4. ワルツ（Waltz） - トランクィッロ

### 第2ラウンド（Deuxième donne）
1. 序奏（Introduction） - アラ・ブレーヴェ
2. ハートとスペードの行進曲（March） - 4分の4拍子
3. クィーンの5つのヴァリアシオンとコーダ（Variation - Coda）
4. 行進曲（Reprise of March）
5. 一同の踊り（Ensemble） -  コン・モート

### 第3ラウンド（Troisième donne）
1. 序奏（Introduction） - アラ・ブレーヴェ
2. ワルツ（Waltz） - 4分の3拍子
3. スペードとハートの戦い（Battle between Spades and Hearts） - プレスト、2分の2拍子
4. 結尾/ハートの勝利（Final Dance - Coda） - テンポ・デル・プリンチピオ

## 録音
ストラヴィンスキー自身の指揮、クリーヴランド管弦楽団による1964年の録音がある。ただしこれが最初のものではなく、それ以前の1952年にヘルベルト・フォン・カラヤン指揮、フィルハーモニア管弦楽団（EMI）による録音が存在する。

## 参考資料
- 『作曲家別名曲解説ライブラリー25 ストラヴィンスキー』　音楽之友社,1995年
- 『ストラヴィンスキー：ペトルーシュカ、カルタ遊び』（ゲオルク・ショルティ指揮、CSO）解説書、デッカ・レコード